# أولج مينشكوف
أولج مينشكوف (الروسية: Меньшиков, Олег Евгеньевич) هو مذيع ومخرج وممثل روسي (وحمل سابقاً جنسية الاتحاد السوفيتي)، ولد في 8 نوفمبر 1960 في روسيا. من الجوائز التي نالها فنان الشعب الروسي سنة 2003 ونيشان الشرف سنة 2010 وجائزة لورنس أوليفيه سنة 1992 وجائزة الدولة لروسيا الاتحادية ‏ سنة 1995 وجائزة الدولة لروسيا الاتحادية ‏ سنة 1997 وجائزة الدولة لروسيا الاتحادية ‏ سنة 1999.

## أعمال

### أفلام
- (1994) حرقته الشمس
- (1996) سجين القوقاز[4]

## جوائز
- فنان الشعب الروسي (2003)
- نيشان الشرف (2010)
- جائزة لورنس أوليفيه (1992)
- جائزة الدولة لروسيا الاتحادية [الإنجليزية]‏ (1995)
- جائزة الدولة لروسيا الاتحادية [الإنجليزية]‏ (1997)
- جائزة الدولة لروسيا الاتحادية [الإنجليزية]‏ (1999)

## وصلات خارجية
- أولج مينشكوف على موقع IMDb (الإنجليزية)
- أولج مينشكوف على موقع روتن توميتوز (الإنجليزية)
- أولج مينشكوف على موقع قاعدة بيانات الأفلام العربية
- أولج مينشكوف على موقع ألو سيني (الفرنسية)
- أولج مينشكوف على موقع تيرنر كلاسيك موفيز (الإنجليزية)
- أولج مينشكوف على موقع أول موفي (الإنجليزية)
- أولج مينشكوف على موقع قاعدة بيانات الأفلام السويدية (السويدية)
- أولج مينشكوف على موقع قاعدة بيانات الفيلم (الإنجليزية)
- أولج مينشكوف على موقع ليتربوكسد (الإنجليزية)
- أولج مينشكوف على موقع كينوبويسك (الروسية)